# Hayk Gyokchyan
Hayk Gyokchyan (in armeno Հայկ Գյոկչյան?, in arabo هايك غيوكشيان‎?; Erevan, 11 dicembre 1989) è un cestista libanese con cittadinanza armena.

## Carriera
Gyokchyan è nato a Erevan, capitale dell'Armenia, l'11 dicembre 1989. La sua famiglia si è trasferita in Libano, quando lui aveva appena 2 anni ed ha ottenuto la cittadinanza libanese nel 2006, all'età di 16 anni, grazie all'intervento del governo e della Federazione cestistica del Libano.
Nel 2006, dopo lo scoppio della Guerra del Libano, si è trasferito negli Stati Uniti, dove ha frequentato la Conwell-Egan Catholic High School in Pennsylvania per le ultime due stagioni delle scuole superiori. Dopo il diploma, ha deciso di frequentare un anno di post-diploma presso la Lawrenceville School nel New Jersey. Successivamente, si è iscritto al Franklin & Marshall College come studente-atleta, laureandosi nel 2013 con un in arte. Durante le sue stagioni al college ha giocato nella NCAA Division III, dimostrandosi un elemento fondamentale per la sua squadra e conquistando differenti premi individuali; nel 2012 è stato nominato nel Second Team della Centennial Conference, mentre al termine della sua ultima stagione collegiale è stato selezionato nel First Team della NABC Middle Atlantic All-Region, nel Second Team della D3hoops.com Middle Atlantic Region, ed è stato nominato Giocatore dell'Anno della Centennial Conference (CC), oltre a ottenere un posto nel First Team della All-CC. Le sue prestazioni in campo e tutti questi riconoscimenti, hanno fatto si che Hayk Gyokchyan venisse stato nominato nel Third Team All-America della NCAA Division III nel 2013
Dopo la laurea, è tornato in Libano dove ha iniziato la sua carriera a livello professionistico. Ha iniziato la sua carriera con la maglia dell'Homenetmen Beirut facendo il suo esordio nella Lebanese Basketball League 2013-2014. Al termine della sua stagione da rookie, conclusa con 12.9 punti, 5.7 rimbalzi, 2 assist ed 1.3 rubate a partita, ha firmato un contratto biennale con il Sagesse, scelta che non è stata apprezzata da tutti i suoi ex tifosi che lo hanno accusato di aver lasciato il club solo per soldi. Dopo le due stagione passate con la maglia del Sagesse, il 1º luglio 2016 ha fatto il suo ritorno all'Homenetmen Beirut, sottoscrivendo un contratto biennale con la squadra. Nel 2018 si è trasferito al Al-Riyadi Beirut, dove rimane per tre stagioni fino al termine dell'annata 2020-2021, quando Gyokchyan ha deciso di firmare per il Beirut Club in vista della stagione 2021-2022 della Lebanese Basketball League. Durante la sua unica stagione con la maglia del Beirut Club, Gyokchyan si rese autore, nell'aprile 2022, di una prestazione da 75 punti, 8 rimbalzi, 5 assist, 1 rubata e 3 stoppate, tirando 30/46 dal campo e 13/24 da tre punti nella partita di LBL contro l'Atlas.
Terminata la stagione 2021-2022 Gyokchyan, dopo un solo anno, decise di tornare al Al-Riyadi Beirut con cui firma un nuovo contratto il 29 giugno 2022.

### Nazionale
Poiché Gyokchyan ha ottenuto la cittadinanza libanese dopo i 16 anni, non ha potuto rappresentare la squadra nazionale del Libano nelle competizioni ufficiali FIBA. Tuttavia, a causa dei legami emotivi con il paese e avendo giocato in Libano per tutta la sua carriera, oltre ad aver vissuto nel paese per quasi tutta la sua vita, tranne che per il liceo e il college, la FIBA gli ha concesso l'idoneità a giocare per la nazionale a partire da novembre 2021. 
Gyokchyan, dopo aver fatto il suo debutto in nazionale, ha contribuito alla vittoria del Libano nella Coppa delle Nazioni Arabe 2022; inoltre, ha conquistato la medaglia d'argento alla FIBA Asia Cup 2022. 
Gyokchyan ha fatto anche parte della squadra del Libano che ha partecipato al Campionato del mondo 2023.

## Palmarès

### Squadra
- Lebanese Basketball League: 6

Riyadi Beirut: 2018-2019, 2020-2021, 2022-2023, 2023-2024
Beirut Club: 2021-2022
Homenetmen : 2017-2018
- Lebanese Basketball Cup: 3

Riyadi Beirut: 2019, 2023
Beirut Club: 2022
- Lebanese Basketball Supercup: 1

Riyadi Beirut: 2019
- Basketball Champions League Asia: 1

Riyadi Beirut: 2024
- Arab Club Basketball Championship: 1

Homenetmen : 2017
- FIBA West Asia Super League: 1

Riyadi Beirut: 2023-2024, 2024-2025

### Nazionale
- Arab Basketball Championship: 
 Dubai 2022
- FIBA Asia Cup: 
 Indonesia 2022

### Individuale
- Lebanese Basketball League MVP:

2021-2022